# Innovamat
Innovamat és una empresa catalana que desenvolupa i distribueix programari informàtic i activitats docents per a l'ensenyament de les matemàtiques a l'educació primària. Es va fundar a Barcelona l'any 2016 com a BrainArt, empresa emergent que oferia serveis educatius extracurriculars.
La companyia ha participat en diversos programes d'acceleració d'empreses i fou guardonada l'any 2016 amb una beca de la Richi Foundation per promocionar i cercar inversió a Boston i al Massachusetts Institute of Technology (EUA). També ha participat com a empresa pionera en diverses fires educatives, com ara el certamen educatiu de SIMO.
El programari InnovaMat distribueix els blocs de contingut i el treball de les competències en diferents dinàmiques per maximitzar la capacitat dels estudiants en les àrees de la lògica, l'aritmètica mental i la creativitat a través de la realitat augmentada, trencaclosques, tests cognitius i aplicacions mòbils. El programa ofereix recursos per a centres amb blocs horaris setmanals que modulen la profunditat en què es treballen els continguts.

## Controvèrsies
Els mètodes Innovamat han generat diverses controvèrsies i en molts centres s'han implantat en oposició de famílies i equips docents que han qüestionat la seva efectivitat i han criticat la manca de transparència en la gestió de dades i el fet de que ho consideren una semiprivatització de l'ensenyament de les matemàtiques a l'escola pública.
Docents i famílies han denunciat també l'absència d’algoritmes clars i sistemàtics en el mètode Innovamat. Els algoritmes tradicionals permeten als alumnes resoldre operacions de manera mecànica i efectiva, alliberant recursos mentals per a conceptes més avançats. Innovamat evita aquesta sistematització i obliga els nens i nenes a reinventar els procediments cada vegada, el que alguns professors consideren que fa que l’aprenentatge sigui més erràtic i que els alumnes no arribin a entendre la potència dels algoritmes matemàtics, que són essencials en disciplines científiques i tecnològiques.
Es qüestiona també la legalitat del pagament obligatori de la quota d’Innovamat associada al seu entorn virtual d'aprenentatge, al·legant que la sentència del Tribunal Superior de Justícia de Catalunya (ECLI:ES:TSJCAT:2024:9055) ordena a la Generalitat l’aplicació de l’article 88 de la Llei Orgànica d’Educació en el sentit de la dissociació de tots els conceptes de pagament, la seva correcta informació, concepte i preu, i el caràcter voluntari de cadascun.

## Estudis sobre la seva eficàcia
No existeixen estudis independents publicats en revistes científiques que avalin l’eficàcia d’Innovamat en l’aprenentatge de les matemàtiques. Els estudis disponibles han estat realitzats per la mateixa empresa i publicats al seu web, la qual cosa genera dubtes sobre la seva imparcialitat i el conflicte d’interessos.
Aquests estudis s’han basat en les proves de Competències Bàsiques i en proves pròpies per avaluar la idoneïtat, han modificat proves existents per adaptar-les als seus requisits i també han escollit quines escoles formarien part de l'estudi i quines usarien de control. Per tant, no són concloents que les millores siguin degudes a Innovamat i no a altres variables incontrolades.